# カトリック手稲教会
カトリック手稲教会（カトリックていねきょうかい）は、北海道札幌市手稲区前田4条15丁目2-10にあるキリスト教 カトリック札幌教区の教会およびその聖堂。札幌教区の6つの地区のうち札幌地区に所属する小教区である。

## 守護聖人
ヌルシアの聖ベネディクト

## 沿革
札幌市郊外に位置する手稲地区は住宅化が進み、円山教会に所属していたこの地区に住む信徒の数も100名を超えていることから、1962年（昭和37年）に一信徒の協力によって2,310平方メートルが確保されていた地に、1981年（昭和56年）9月27日に札幌市内9番目の教会として、建築された。しかし、当時の資金事情から本格的な聖堂を建てるだけの余裕がなく、将来の集会室を当面の聖堂として使用することにし、木造一部鉄骨の2階建て、総面積498平方メートルであった。
建築完了後から借入金の返済のため信徒が積み立てをし、1984年（昭和59年）2月に完済したが、引き続き新聖堂の建築資金として積み立てを続けた。1994年（平成6年）に数年後には50坪程度の新聖堂を自己資金だけで建築可能という目途がたったので、聖堂建築委員会が発足した。委員会は、建築に関する信徒のさまざまの意見を集約、検討を重ね慎重に準備を進めた。設計は円山教会所属の菊地弘明（当時北海道工業大学教授）。
1998年（平成10年）11月3日に献堂式を挙行した。

### 略年表
- 1963年（昭和37年） - 1月、現在地2,310平方メートルを札幌司教区が取得。
- 1981年（昭和56年） - 6月、当面の聖堂の定礎式挙行。同年9月、献堂式挙行。
- 1991年（平成3年） - 4月、新聖堂建築の試案発表。
- 1994年（平成6年） - 1月、聖堂建設委員会発足。
- 1998年（平成10年） - 5月、新聖堂起工式挙行。同年11月、新聖堂献堂式挙行。

## 聖堂の概要

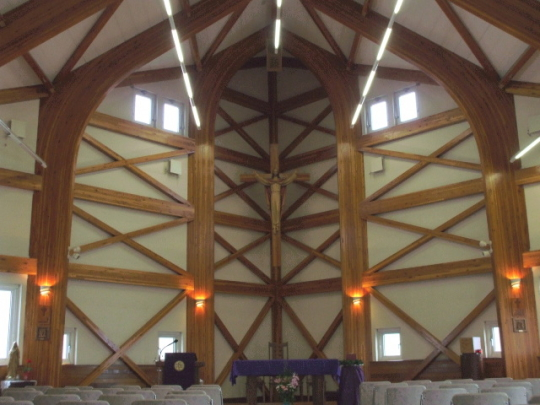
聖堂内部の写真：デザインはノアの箱舟がモチーフとなっている

聖堂名は聖ベネディクト（Church of St. Benedict ）
聖堂は集成材を使って天井を高くとっており広い空間を造りだしている。
祭壇は信徒が扇状に囲むような配置になっており、祭壇の壁面の集成材の筋交いを生かし、宙に浮かす状態で集成材を使用した大きさ3メートル×1.7メートルの十字架に「復活のキリスト像」がある。旧聖堂と新聖堂の間の空間の上部は、前面ガラス張りの小聖堂も建設、小さい子供と母親の部屋となっている。